# Mnożnik mediów
Mnożnik mediów (ang. media multiplier) – efekt synergii, polegający na zwiększonej efektywności reklamy pojawiającej się równocześnie w dwóch różnych środkach masowego przekazu.